# Schmidts smärtindex

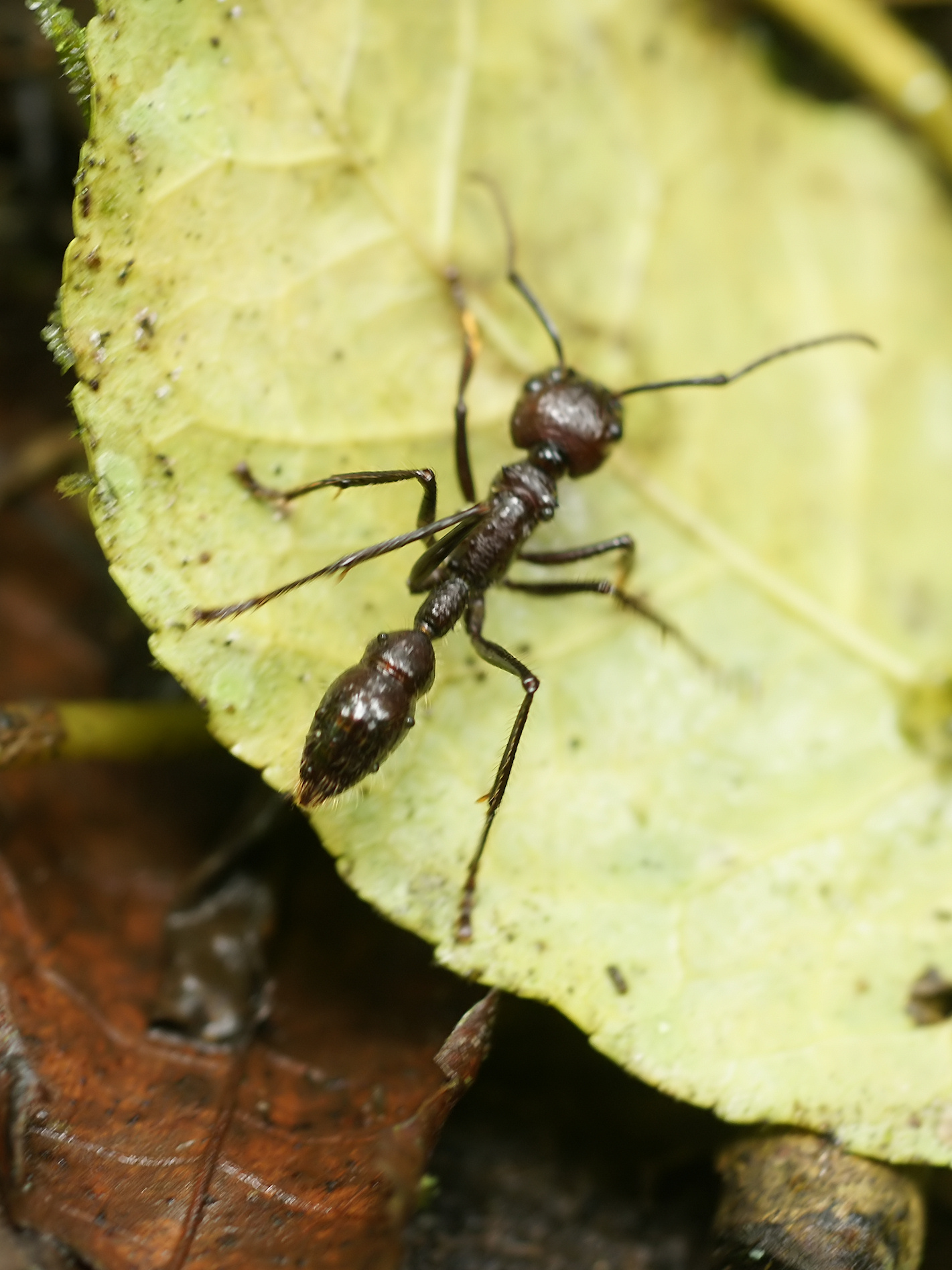
22 mm lång Paraponera clavata fotograferad i Costa Rica. Myran kallas "pistolmyra", bullet ant på engelska på grund av den mycket häftiga smärta som sticket orsakar.

Schmidts smärtindex är en smärtskala som skattar den relativa smärtan som orsakas av stick och bett från steklar. Skalan utvecklades huvudsakligen av den amerikanske entomologen Justin O. Schmidt (1947-).  Schmidt publicerade ett antal artiklar i ämnet och påstod sig ha blivit stungen av flertalet steklar som kan stickas.

## Smärtskalan
Originalarbetet från 1983 var ett försök att systematisera och jämföra de hemolytiska egenskaperna hos insektsstick. Skalan är indelad 0-4, med 4 för den skarpaste smärtan. Tre arter har kategoriserats till den högsta smärtnivån.
| Nivå | Smärta                                                                  | Insekt                                                       |
| ---- | ----------------------------------------------------------------------- | ------------------------------------------------------------ |
| 0    | Ingen effekt på människor                                               |                                                              |
| 1.0  | Måttlig, lätt övergående.                                               |                                                              |
| 1.2  | Skarp, plötslig, inte särskilt långvarig.                               | Eldmyror                                                     |
| 1.8  | Stickande, skarp smärta, avklingar relativt långsamt.                   | Ettermyror                                                   |
| 2.0  | Rejält, ihållande smärta som kvarstår relativt länge.                   | Jordgetingar, Dolichovespula maculata                        |
| 2.x  | Som en uppflammande tändsticka mot huden.                               | Bålgetingar                                                  |
| 3.0  | Frätande, brännande, obarmhärtig                                        | Pappersgetingar                                              |
| 4.0  | Ren, intensiv smärta, påminnande om att bli träffad av ett pistolskott. | Paraponera clavata, Pepsis formosa, Synoeca septentrionalis, |